# Temporada 2012 de la NASCAR Sprint Cup Series
La NASCAR Sprint Cup Series 2012 fue la 64.ª temporada de la carrera de Stock Car más importante de los Estados Unidos, que comenzó el 18 de febrero de 2012 en Daytona International Speedway, seguido de las 500 Millas de Daytona el 26 de febrero. La temporada continuará con la Caza por la Copa a partir del 16 de septiembre y concluyó con la Ford 400 el 18 de noviembre en el Homestead-Miami Speedway. Además, Sprint Nextel anunció en la ceremonia Awards 2011 que se había extendido su patrocinio de la serie hasta el año 2016, mientras que Tony Stewart es el campeón defensor del título.

## Equipos y pilotos

### Calendario completo
(R):Candidatos al premio de Novato del Año
| Marca     | Equipo                    | No | Piloto                | Jefe de equipo                                                                |
| --------- | ------------------------- | -- | --------------------- | ----------------------------------------------------------------------------- |
| Chevrolet | Earnhardt Ganassi Racing  | 1  | Jamie McMurray        | Kevin Manion                                                                  |
| Chevrolet | Earnhardt Ganassi Racing  | 42 | Juan Pablo Montoya    | Chris Heroy                                                                   |
| Chevrolet | Furniture Row Racing      | 78 | Regan Smith30         | Pete Rondeau19 Todd Berrier17                                                 |
| Chevrolet | Furniture Row Racing      | 78 | Kurt Busch6           | Pete Rondeau19 Todd Berrier17                                                 |
| Chevrolet | Hendrick Motorsports      | 5  | Kasey Kahne           | Kenny Francis                                                                 |
| Chevrolet | Hendrick Motorsports      | 24 | Jeff Gordon           | Alan Gustafson                                                                |
| Chevrolet | Hendrick Motorsports      | 48 | Jimmie Johnson        | Chad Knaus                                                                    |
| Chevrolet | Hendrick Motorsports      | 88 | Dale Earnhardt, Jr.34 | Steve Letarte                                                                 |
| Chevrolet | Hendrick Motorsports      | 88 | Regan Smith2          | Steve Letarte                                                                 |
| Chevrolet | Phoenix Racing            | 51 | Kurt Busch29          | Nick Harrison                                                                 |
| Chevrolet | Phoenix Racing            | 51 | David Reutimann1      | Nick Harrison                                                                 |
| Chevrolet | Phoenix Racing            | 51 | A. J. Allmendinger4   | Nick Harrison                                                                 |
| Chevrolet | Phoenix Racing            | 51 | Regan Smith2          | Nick Harrison                                                                 |
| Chevrolet | Richard Childress Racing  | 27 | Paul Menard           | Slugger Labbe31 Shane Wilson5                                                 |
| Chevrolet | Richard Childress Racing  | 29 | Kevin Harvick         | Shane Wilson24 Gil Martin12                                                   |
| Chevrolet | Richard Childress Racing  | 31 | Jeff Burton           | Drew Blickensderfer33 Shane Wilson3                                           |
| Chevrolet | Richard Childress Racing  | 33 | Elliott Sadler1       | Gil Martin9 Buddy Sisco2 Tony Glover25                                        |
| Chevrolet | Richard Childress Racing  | 33 | Brendan Gaughan4      | Gil Martin9 Buddy Sisco2 Tony Glover25                                        |
| Chevrolet | Richard Childress Racing  | 33 | Hermie Sadler1        | Gil Martin9 Buddy Sisco2 Tony Glover25                                        |
| Chevrolet | Richard Childress Racing  | 33 | Austin Dillon1        | Gil Martin9 Buddy Sisco2 Tony Glover25                                        |
| Chevrolet | Circle Sport              | 33 | Tony Raines2          | Gil Martin9 Buddy Sisco2 Tony Glover25                                        |
| Chevrolet | Circle Sport              | 33 | Jeff Green1           | Gil Martin9 Buddy Sisco2 Tony Glover25                                        |
| Chevrolet | Circle Sport              | 33 | Stephen Leicht (R)21  | Gil Martin9 Buddy Sisco2 Tony Glover25                                        |
| Chevrolet | Circle Sport              | 33 | Cole Whitt5           | Gil Martin9 Buddy Sisco2 Tony Glover25                                        |
| Chevrolet | Stewart-Haas Racing       | 14 | Tony Stewart          | Steve Addington                                                               |
| Chevrolet | Stewart-Haas Racing       | 39 | Ryan Newman           | Tony Gibson32 Matt Borland4                                                   |
| Chevrolet | Stewart-Haas Racing       | 10 | Danica Patrick10      | Tommy Baldwin, Jr.30 Steve Wood2 Greg Zipadelli1 Tony Gibson2 Brandon Thomas1 |
| Chevrolet | Tommy Baldwin Racing      | 10 | David Reutimann21     | Tommy Baldwin, Jr.30 Steve Wood2 Greg Zipadelli1 Tony Gibson2 Brandon Thomas1 |
| Chevrolet | Tommy Baldwin Racing      | 10 | Dave Blaney1          | Tommy Baldwin, Jr.30 Steve Wood2 Greg Zipadelli1 Tony Gibson2 Brandon Thomas1 |
| Chevrolet | Tommy Baldwin Racing      | 10 | Tony Raines1          | Tommy Baldwin, Jr.30 Steve Wood2 Greg Zipadelli1 Tony Gibson2 Brandon Thomas1 |
| Chevrolet | Tommy Baldwin Racing      | 10 | Tomy Drissi1          | Tommy Baldwin, Jr.30 Steve Wood2 Greg Zipadelli1 Tony Gibson2 Brandon Thomas1 |
| Chevrolet | Tommy Baldwin Racing      | 10 | J. J. Yeley2          | Tommy Baldwin, Jr.30 Steve Wood2 Greg Zipadelli1 Tony Gibson2 Brandon Thomas1 |
| Chevrolet | Tommy Baldwin Racing      | 36 | Dave Blaney32         | Ryan Pemberton33 Tommy Baldwin, Jr.3                                          |
| Chevrolet | Tommy Baldwin Racing      | 36 | Tony Raines3          | Ryan Pemberton33 Tommy Baldwin, Jr.3                                          |
| Chevrolet | Tommy Baldwin Racing      | 36 | J. J. Yeley1          | Ryan Pemberton33 Tommy Baldwin, Jr.3                                          |
| Dodge     | Penske Racing             | 2  | Brad Keselowski       | Paul Wolfe                                                                    |
| Dodge     | Penske Racing             | 22 | A. J. Allmendinger17  | Todd Gordon                                                                   |
| Dodge     | Penske Racing             | 22 | Sam Hornish, Jr.19    | Todd Gordon                                                                   |
| Ford      | FAS Lane Racing           | 32 | Terry Labonte4        | Frank Stoddard                                                                |
| Ford      | FAS Lane Racing           | 32 | Mike Bliss1           | Frank Stoddard                                                                |
| Ford      | FAS Lane Racing           | 32 | Ken Schrader13        | Frank Stoddard                                                                |
| Ford      | FAS Lane Racing           | 32 | Reed Sorenson6        | Frank Stoddard                                                                |
| Ford      | FAS Lane Racing           | 32 | T. J. Bell5           | Frank Stoddard                                                                |
| Ford      | FAS Lane Racing           | 32 | Boris Said2           | Frank Stoddard                                                                |
| Ford      | FAS Lane Racing           | 32 | Jason White1          | Frank Stoddard                                                                |
| Ford      | FAS Lane Racing           | 32 | Mike Olsen1           | Frank Stoddard                                                                |
| Ford      | FAS Lane Racing           | 32 | Timmy Hill3           | Frank Stoddard                                                                |
| Ford      | Front Row Motorsports     | 26 | Tony Raines1          | Charles Dickey, Jr.                                                           |
| Ford      | Front Row Motorsports     | 26 | Josh Wise (R)35       | Charles Dickey, Jr.                                                           |
| Ford      | Front Row Motorsports     | 34 | David Ragan           | Jay Guy                                                                       |
| Ford      | Front Row Motorsports     | 38 | David Gilliland       | Pat Tryson30 Derrick Finley6                                                  |
| Ford      | Germain Racing            | 13 | Casey Mears           | Bootie Barker                                                                 |
| Ford      | Phil Parsons Racing       | 98 | Michael McDowell33    | Gene Nead                                                                     |
| Ford      | Phil Parsons Racing       | 98 | David Mayhew1         | Gene Nead                                                                     |
| Ford      | Phil Parsons Racing       | 98 | Mike Skinner2         | Gene Nead                                                                     |
| Ford      | Richard Petty Motorsports | 9  | Marcos Ambrose        | Todd Parrott26 Mike Ford7 Drew Blickensderfer3                                |
| Ford      | Richard Petty Motorsports | 43 | Aric Almirola         | Greg Erwin9 Mike Ford17 Todd Parrott10                                        |
| Ford      | Roush Fenway Racing       | 16 | Greg Biffle           | Matt Puccia                                                                   |
| Ford      | Roush Fenway Racing       | 17 | Matt Kenseth          | Jimmy Fennig                                                                  |
| Ford      | Roush Fenway Racing       | 99 | Carl Edwards          | Bob Osbourne19 Chad Norris17                                                  |
| Toyota    | BK Racing                 | 83 | Landon Cassill        | Doug Richert                                                                  |
| Toyota    | BK Racing                 | 93 | David Reutimann2      | Todd Anderson                                                                 |
| Toyota    | BK Racing                 | 93 | Travis Kvapil34       | Todd Anderson                                                                 |
| Toyota    | Inception Motorsports     | 30 | David Stremme34       | Steve Lane                                                                    |
| Toyota    | Inception Motorsports     | 30 | Brian Simo1           | Steve Lane                                                                    |
| Toyota    | Inception Motorsports     | 30 | Patrick Long1         | Steve Lane                                                                    |
| Toyota    | Joe Gibbs Racing          | 11 | Denny Hamlin          | Darian Grubb                                                                  |
| Toyota    | Joe Gibbs Racing          | 18 | Kyle Busch            | Dave Rogers                                                                   |
| Toyota    | Joe Gibbs Racing          | 20 | Joey Logano           | Jason Ratcliff                                                                |
| Toyota    | JTG Daugherty Racing      | 47 | Bobby Labonte         | Todd Berrier19 David Hyder1 Brian Burns16                                     |
| Toyota    | Michael Waltrip Racing    | 15 | Clint Bowyer          | Brian Pattie                                                                  |
| Toyota    | Michael Waltrip Racing    | 55 | Mark Martin24         | Rodney Childers                                                               |
| Toyota    | Michael Waltrip Racing    | 55 | Brian Vickers8        | Rodney Childers                                                               |
| Toyota    | Michael Waltrip Racing    | 55 | Michael Waltrip4      | Rodney Childers                                                               |
| Toyota    | Michael Waltrip Racing    | 56 | Martin Truex, Jr.     | Chad Johnston35 Scott Miller1                                                 |
| Toyota    | NEMCO Motorsports         | 87 | Joe Nemechek          | Stephen Gray                                                                  |

### Calendario limitado
| Marca                 | Equipo                                                    | No | Piloto                 | Jefe de equipo                           | Fechas |
| --------------------- | --------------------------------------------------------- | -- | ---------------------- | ---------------------------------------- | ------ |
| Chevrolet             | Turn One Racing                                           | 74 | Reed Sorenson          | Peter Sospenzo                           | 3      |
| Chevrolet             | Turn One Racing                                           | 74 | Stacy Compton          | Peter Sospenzo                           | 3      |
| Chevrolet             | Turn One Racing                                           | 74 | Tony Raines            | Peter Sospenzo                           | 1      |
| Chevrolet             | Turn One Racing                                           | 74 | Cole Whitt             | Peter Sospenzo                           | 4      |
| Chevrolet             | Turner Motorsports                                        | 50 | Bill Elliott           | Trent Owens                              | 1      |
| Dodge                 | Penske Racing                                             | 12 | Sam Hornish Jr.        | Chad Walter                              | 1      |
| Dodge                 | Robby Gordon Motorsports                                  | 7  | Robby Gordon           | Samuel Stanley5 Shane Bourgeois1         | 6      |
| Ford                  | Go Green Racing                                           | 79 | Tim Andrews            | Paul Andrews                             | 1      |
| Ford                  | Go Green Racing                                           | 79 | Scott Speed            | Paul Andrews                             | 2      |
| Ford                  | Go Green Racing                                           | 79 | Kelly Bires            | Mike Abner                               | 6      |
| Ford                  | Go Green Racing                                           | 79 | Mike Skinner           | Mike Abner                               | 1      |
| Ford                  | Go Green Racing                                           | 79 | Reed Sorenson          | Mike Abner                               | 1      |
| Ford                  | Leavine Family Racing                                     | 95 | Scott Speed            | Wally Rogers                             | 16     |
| Ford                  | Roush Fenway Racing                                       | 6  | Ricky Stenhouse, Jr.   | Chad Norris1 Scott Graves3               | 4      |
| Ford                  | Wood Brothers Racing                                      | 21 | Trevor Bayne           | Donnie Wingo                             | 16     |
| Ford                  | Xxxtreme Motorsports                                      | 44 | David Reutimann        | Frank Kerr                               | 1      |
| Toyota                | BK Racing                                                 | 73 | Travis Kvapil          | Buddy Sisco                              | 1      |
| Toyota                | BK Racing                                                 | 73 | David Reutimann        | Buddy Sisco                              | 1      |
| Toyota                | Hamilton Means Racing                                     | 52 | Scott Speed            | Scott Eggleston                          | 1      |
| Toyota                | Hamilton Means Racing                                     | 52 | Mike Skinner           | Scott Eggleston                          | 3      |
| Toyota                | Hillman Racing                                            | 40 | Michael Waltrip        | Buddy Sisco                              | 1      |
| Toyota                | Hillman Racing                                            | 40 | Tony Raines            | Buddy Sisco                              | 1      |
| Toyota                | NEMCO Motorsports                                         | 97 | Bill Elliott           | Scott Eggleston                          | 2      |
| Toyota                | NEMCO Motorsports                                         | 97 | Timmy Hill             | Scott Eggleston                          | 1      |
| Toyota                | RAB Racing                                                | 09 | Kenny Wallace          | Scott Zipadelli                          | 1      |
| Toyota                | Robinson-Blakeney Racing                                  | 49 | J. J. Yeley            | Tony Furr                                | 19     |
| Toyota                | Robinson-Blakeney Racing                                  | 49 | Jason Leffler          | Scott Eggleston                          | 6      |
| Toyota                | SS Motorsports                                            | 0  | Mark Green             | Brad Smales                              | 1      |
| Ford Chevrolet        | Max Q Motorsports Rick Ware Racinga Tommy Baldwin Racingb | 37 | Mike Wallace           | Bill Henderson9 Tony Furr11              | 1      |
| Ford Chevrolet        | Max Q Motorsports Rick Ware Racinga Tommy Baldwin Racingb | 37 | Timmy Hill (R)         | Bill Henderson9 Tony Furr11              | 4      |
| Ford Chevrolet        | Max Q Motorsports Rick Ware Racinga Tommy Baldwin Racingb | 37 | Tony Raines            | Bill Henderson9 Tony Furr11              | 1      |
| Ford Chevrolet        | Max Q Motorsports Rick Ware Racinga Tommy Baldwin Racingb | 37 | J. J. Yeley            | Bill Henderson9 Tony Furr11              | 13     |
| Ford Chevrolet        | Max Q Motorsports Rick Ware Racinga Tommy Baldwin Racingb | 37 | Dave Blaney            | Bill Henderson9 Tony Furr11              | 1      |
| Toyota Chevrolet      | R3 Motorsports                                            | 23 | Robert Richardson, Jr. | Bryan Cook1 Greg Conner29 Cruz González1 | 4      |
| Toyota Chevrolet      | R3 Motorsports                                            | 23 | Scott Riggs            | Bryan Cook1 Greg Conner29 Cruz González1 | 27     |
| Toyota Ford Chevrolet | Humphrey Smith Racing                                     | 19 | Mike Bliss             | Paul Clapprood16 Skip Pope13             | 25     |
| Toyota Ford Chevrolet | Humphrey Smith Racing                                     | 19 | Chris Cook             | Paul Clapprood16 Skip Pope13             | 2      |
| Toyota Ford Chevrolet | Humphrey Smith Racing                                     | 19 | Jason Leffler          | Paul Clapprood16 Skip Pope13             | 1      |
| Toyota Ford Chevrolet | Humphrey Smith Racing                                     | 19 | Jeff Green             | Paul Clapprood16 Skip Pope13             | 1      |
| Toyota Ford Chevrolet | Humphrey Smith Racing                                     | 91 | Reed Sorenson          | Peter Sospenzo                           | 13     |
| Toyota Ford Chevrolet | Humphrey Smith Racing                                     | 91 | Jason Leffler          | Peter Sospenzo                           | 2      |

### Cambios

#### Equipos
- Roush Fenway Racing quedó con solo tres equipos a tiempo completo después de los problemas de patrocinio que llevaron al cierre del auto n.º 6, conducido por David Ragan. Dicho autó corrió el 500 Millas de Daytona con Ricky Stenhouse Jr.
- Richard Childress Racing también se redujo a tres autos. Su coche n.º 33 corrió las primeras seis carreras, con Elliott Sadler en las 500 Millas de Daytona, luego Brendan Gaughan corriendo los cuatro siguientes, y Hermie Sadler en Martinsville. Después, el ex-propietario de LJ Racing, Joe Falk adquirió la propiedad del auto n.º 33.
- Germain Racing cambió de marca, corre para la marca Ford, después de estar con Toyota en 2011.
- Kevin Buckler anunció el cierre de su equipo, TRG Motorsports el 9 de enero de 2012.
- Red Bull Racing Team cerró oficialmente en diciembre de 2011.
- Robinson-Blakeney Racing alineó un Toyota para J. J. Yeley.
- Turner Motorsports debutó en la Copa NASCAR en Daytona en julio. El equipo corrió con el Chevrolet n.º 50 pilotado por Bill Elliott patrocinado por la cadena minorista Walmart en la celebración del 50 aniversario de la fundación de la cadena.
- Stewart-Haas Racing y Tommy Baldwin Racing anunció el 31 de enero que habían formado una alianza para la temporada 2012. TBR transfirió los puntos en el campeonato de propietarios de su auto n.º 36 al n.º 10 del equipo de SHR, de forma que Danica Patrick se asegura un lugar en la 500 Millas de Daytona. Por otra parte, David Reutimann condujo el número 10 en las 26 carreras que Patrick donde planeaba correr.
- En febrero de 2012, el exdirector del equipo Red Bull Racing Team, Thomas Ueberall compró los puntos de los propietarios del n.º 83 y n.º 4 (que más tarde cambió a 93). El equipo es conocido como BK Racing.

#### Pilotos
- Kurt Busch, cuya temporada 2011 estuvo marcado por diversos problemas de conducta, de mutuo acuerdo con Roger Penske y los patrocinadores Royal Dutch Shell y Pennzoil fue despedido por Penske Racing. Luego Kurt confirmó su acuerdo con el equipo Phoenix Racing, con el que conducirá el Chevrolet #51 del equipo de James Finch.
- Después de la pérdida de uno de sus principales patrocinadores, el piloto de Richard Petty Motorsports en el año pasado, A. J. Allmendinger pasó a Penske Racing para conducir el Dodge n.º 22.
- Kasey Kahne reemplaza a Mark Martin en el Chevrolet n.º 5 de Hendrick Motorsports.
- Para el 2012, la expiloto de IndyCar Danica Patrick conducirá el Chevrolet N º 10 GoDaddy.com de Stewart Haas Racing 10 carreras.[1]
- Expresando su deseo de correr tiempo parcial, Mark Martin se unió a Michael Waltrip Racing para 2012 en 25 carreras, a bordo del Toyota n.º 55 dejado vacante por David Reutimann.
- David Reutimann, quien pilotó para Michael Waltrip Racing en 2011, fue contratado para conducir para Tommy Baldwin Racing y BK Racing.
- Richard Petty Motorsports fichó a Aric Almirola para que conduzca el Ford n.º 43, después de competir en la NASCAR Nationwide Series en 2011.
- El expiloto de Roush Fenway Racing, David Ragan firmó para conducir para el Ford n.º 34 de Front Row Motorsports.
- BK Racing contrataron a Landon Cassill y Travis Kvapil como pilotos titulares.
- En medio de la temporada, el piloto Sam Hornish Jr. sustituye a A.J. Allmendinger con el mando del Dodge #22 a partir de la Coke Zero 400, debido a que Allmendinger fue suspendido por la NASCAR, debido a un dopaje positivo.

## Carreras
| N.º                      | Carrera                                  | Pole position       | Más vueltas lideradas | Piloto ganador      | Fabricante ganador | Fecha            |
| ------------------------ | ---------------------------------------- | ------------------- | --------------------- | ------------------- | ------------------ | ---------------- |
|                          | Budweiser Shootout                       | Martin Truex, Jr.   | Greg Biffle           | Kyle Busch          | Toyota             | 18 de febrero    |
|                          | Gatorade Duel 1                          | Carl Edwards        | Denny Hamlin          | Tony Stewart        | Chevrolet          | 23 de febrero    |
|                          | Gatorade Duel 2                          | Greg Biffle         | Greg Biffle           | Matt Kenseth        | Ford               | 23 de febrero    |
| 1                        | Daytona 500                              | Carl Edwards        | Denny Hamlin          | Matt Kenseth        | Ford               | 27 de febrero†   |
| 2                        | Subway Fresh Fit 500                     | Mark Martin         | Kevin Harvick         | Denny Hamlin        | Toyota             | 4 de marzo       |
| 3                        | Kobalt Tools 400                         | Kasey Kahne         | Tony Stewart          | Tony Stewart        | Chevrolet          | 11 de marzo      |
| 4                        | Food City 500                            | Greg Biffle         | Brad Keselowski       | Brad Keselowski     | Dodge              | 18 de marzo      |
| 5                        | Auto Club 400                            | Denny Hamlin        | Kyle Busch            | Tony Stewart        | Chevrolet          | 25 de marzo      |
| 6                        | Goody's Fast Relief 500                  | Kasey Kahne         | Jeff Gordon           | Ryan Newman         | Chevrolet          | 1 de abril       |
| 7                        | Samsung Mobile 500                       | Martin Truex, Jr.   | Jimmie Johnson        | Greg Biffle         | Ford               | 14 de abril      |
| 8                        | STP 400                                  | A. J. Allmendinger  | Martin Truex, Jr.     | Denny Hamlin        | Toyota             | 22 de abril      |
| 9                        | Richmond 400                             | Mark Martin         | Carl Edwards          | Kyle Busch          | Toyota             | 28 de abril      |
| 10                       | Aaron's 499                              | Jeff Gordon         | Matt Kenseth          | Brad Keselowski     | Dodge              | 6 de mayo        |
| 11                       | Southern 500                             | Greg Biffle         | Jimmie Johnson        | Jimmie Johnson      | Chevrolet          | 12 de mayo       |
|                          | NASCAR Sprint All-Star Race XXVIII       | Kyle Busch          | Brad Keselowski       | Jimmie Johnson      | Chevrolet          | 19 de mayo       |
| 12                       | Coca-Cola 600                            | Aric Almirola       | Greg Biffle           | Kasey Kahne         | Chevrolet          | 27 de mayo       |
| 13                       | Dover 400                                | Mark Martin         | Jimmie Johnson        | Jimmie Johnson      | Chevrolet          | 3 de junio       |
| 14                       | Pocono 400                               | Joey Logano         | Joey Logano           | Joey Logano         | Toyota             | 10 de junio      |
| 15                       | Michigan 400                             | Marcos Ambrose      | Dale Earnhardt, Jr.   | Dale Earnhardt, Jr. | Chevrolet          | 17 de junio      |
| 16                       | Toyota/Save Mart 350                     | Marcos Ambrose      | Clint Bowyer          | Clint Bowyer        | Toyota             | 24 de junio      |
| 17                       | Quaker State 400                         | Jimmie Johnson      | Kyle Busch            | Brad Keselowski     | Dodge              | 30 de junio      |
| 18                       | Coke Zero 400                            | Matt Kenseth        | Matt Kenseth          | Tony Stewart        | Chevrolet          | 7 de julio       |
| 19                       | Lenox Industrial Tools 301               | Kyle Busch          | Denny Hamlin          | Kasey Kahne         | Chevrolet          | 15 de julio      |
| 20                       | Brickyard 400                            | Denny Hamlin        | Jimmie Johnson        | Jimmie Johnson      | Chevrolet          | 29 de julio      |
| 21                       | Pennsylvania 400                         | Juan Pablo Montoya  | Jimmie Johnson        | Jeff Gordon         | Chevrolet          | 5 de agosto      |
| 22                       | Heluva Good! Sour Cream Dips at The Glen | Juan Pablo Montoya  | Kyle Busch            | Marcos Ambrose      | Ford               | 12 de agosto     |
| 23                       | Michigan 400                             | Mark Martin         | Mark Martin           | Greg Biffle         | Ford               | 19 de agosto     |
| 24                       | Irwin Tools Night Race                   | Casey Mears         | Joey Logano           | Denny Hamlin        | Toyota             | 25 de agosto     |
| 25                       | AdvoCare 500                             | Tony Stewart        | Denny Hamlin          | Denny Hamlin        | Toyota             | 2 de septiembre  |
| 26                       | Federated Auto Parts 400                 | Dale Earnhardt, Jr. | Denny Hamlin          | Clint Bowyer        | Toyota             | 8 de septiembre  |
| Chase for the Sprint Cup |                                          |                     |                       |                     |                    |                  |
| 27                       | GEICO 400                                | Jimmie Johnson      | Jimmie Johnson        | Brad Keselowski     | Dodge              | 16 de septiembre |
| 28                       | Sylvania 300                             | Jeff Gordon         | Denny Hamlin          | Denny Hamlin        | Toyota             | 23 de septiembre |
| 29                       | AAA 400                                  | Denny Hamlin        | Kyle Busch            | Brad Keselowski     | Dodge              | 30 de septiembre |
| 30                       | Good Sam Club 500                        | Kasey Kahne         | Jamie McMurray        | Matt Kenseth        | Ford               | 7 de octubre     |
| 31                       | Bank of America 500                      | Greg Biffle         | Brad Keselowski       | Clint Bowyer        | Toyota             | 13 de octubre    |
| 32                       | Hollywood Casino 400                     | Kasey Kahne         | Matt Kenseth          | Matt Kenseth        | Ford               | 21 de octubre    |
| 33                       | Tums Fast Relief 500                     | Jimmie Johnson      | Jimmie Johnson        | Jimmie Johnson      | Chevrolet          | 28 de octubre    |
| 34                       | AAA Texas 500                            | Jimmie Johnson      | Jimmie Johnson        | Jimmie Johnson      | Chevrolet          | 4 de noviembre   |
| 35                       | Kobalt Tools 500                         | Kyle Busch          | Kyle Busch            | Kevin Harvick       | Chevrolet          | 11 de noviembre  |
| 36                       | Ford 400                                 | Joey Logano         | Kyle Busch            | Jeff Gordon         | Chevrolet          | 18 de noviembre  |
| Fuente:                  |                                          |                     |                       |                     |                    |                  |

## Tabla de clasificación

### Pilotos
Solo los 10 mejores posicionados clasificaron directamente al Chase for the Sprint Cup para luchar por el título, mientras que dos pilotos fueron invitados por sus victorias obtenidas dependiendo su posición en el top 20 del campeonato.
| Pos.                                          | Piloto                 | DAY | PHO | LSV | BRI | CAL | MAR | TEX | KAN | RIC | TAL | DAR | CHA | DOV | POC | MIC | SON | KTY | DY2 | NHA | IND | PO2 | GLN | MI2 | BR2 | ATL | RI2 |     | CHI | NH2 | DV2 | TL2 | CH2 | KN2 | MA2 | TX2 | PH2 | HOM  | Pts |
| --------------------------------------------- | ---------------------- | --- | --- | --- | --- | --- | --- | --- | --- | --- | --- | --- | --- | --- | --- | --- | --- | --- | --- | --- | --- | --- | --- | --- | --- | --- | --- | --- | --- | --- | --- | --- | --- | --- | --- | --- | --- | ---- | --- |
| 1                                             | Brad Keselowski        | 32  | 5   | 32  | 1*  | 18  | 9   | 36  | 11  | 9   | 1   | 15  | 5   | 12  | 18  | 13  | 12  | 1   | 8   | 5   | 9   | 4   | 2   | 2   | 30  | 3   | 7   | 1   | 6   | 1   | 7   | 11* | 8   | 6   | 2   | 6   | 15  | 2400 |     |
| 2                                             | Clint Bowyer           | 11  | 30  | 6   | 4   | 13  | 10  | 17  | 36  | 7   | 6   | 11  | 13  | 5   | 6   | 7   | 1*  | 16  | 29  | 3   | 15  | 8   | 4   | 7   | 7   | 27  | 1   | 10  | 4   | 9   | 23  | 1   | 6   | 5   | 6   | 28  | 2   | 2361 |     |
| 3                                             | Jimmie Johnson         | 42  | 4   | 2   | 9   | 10  | 12  | 2*  | 3   | 6   | 35  | 1*  | 11  | 1*  | 4   | 5   | 5   | 6   | 36  | 7   | 1*  | 14* | 3   | 27  | 2   | 34  | 13  | 2*  | 2   | 4   | 17  | 3   | 9   | 1*  | 1*  | 32  | 36  | 2360 |     |
| 4                                             | Kasey Kahne            | 29  | 34  | 19  | 37  | 14  | 38  | 7   | 8   | 5   | 4   | 8   | 1   | 9   | 29  | 33  | 14  | 2   | 7   | 1   | 12  | 2   | 13  | 3   | 9   | 23  | 12  | 3   | 5   | 15  | 12  | 8   | 4   | 3   | 25  | 4   | 21  | 2345 |     |
| 5                                             | Greg Biffle            | 3   | 3   | 3   | 13  | 6   | 13  | 1   | 5   | 18  | 5   | 12  | 4*  | 11  | 24  | 4   | 7   | 21  | 21  | 9   | 3   | 15  | 6   | 1   | 19  | 15  | 9   | 13  | 18  | 16  | 6   | 4   | 27  | 10  | 10  | 7   | 5   | 2332 |     |
| 6                                             | Denny Hamlin           | 4*  | 1   | 20  | 20  | 11  | 6   | 12  | 1   | 4   | 23  | 2   | 2   | 18  | 5   | 34  | 35  | 3   | 25  | 2*  | 6   | 29  | 34  | 11  | 1   | 1*  | 18* | 16  | 1*  | 8   | 14  | 2   | 13  | 33  | 20  | 2   | 24  | 2329 |     |
| 7                                             | Matt Kenseth           | 1   | 13  | 22  | 2   | 16  | 4   | 5   | 4   | 11  | 3*  | 6   | 10  | 3   | 7   | 3   | 13  | 7   | 3*  | 13  | 35  | 23  | 8   | 17  | 25  | 9   | 5   | 18  | 14  | 35  | 1   | 14  | 1*  | 14  | 4   | 14  | 18  | 2324 |     |
| 8                                             | Kevin Harvick          | 7   | 2*  | 11  | 11  | 4   | 19  | 9   | 6   | 19  | 25  | 16  | 8   | 2   | 14  | 10  | 16  | 11  | 23  | 8   | 13  | 17  | 15  | 16  | 15  | 5   | 10  | 12  | 11  | 13  | 11  | 16  | 11  | 32  | 9   | 1   | 8   | 2321 |     |
| 9                                             | Tony Stewart           | 16  | 22  | 1*  | 14  | 1   | 7   | 24  | 13  | 3   | 24  | 3   | 25  | 25  | 3   | 2   | 2   | 32  | 1   | 12  | 10  | 5   | 19  | 32  | 27  | 22  | 4   | 6   | 7   | 20  | 22  | 13  | 5   | 27  | 5   | 19  | 17  | 2311 |     |
| 10                                            | Jeff Gordon            | 40  | 8   | 12  | 35  | 26  | 14* | 4   | 21  | 23  | 33  | 35  | 7   | 13  | 19  | 6   | 6   | 5   | 12  | 6   | 5   | 1   | 21  | 28  | 3   | 2   | 2   | 35  | 3   | 2   | 2   | 18  | 10  | 7   | 14  | 30  | 1   | 2303 |     |
| 11                                            | Martin Truex, Jr.      | 12  | 7   | 17  | 3   | 8   | 5   | 6   | 2*  | 25  | 28  | 5   | 12  | 7   | 20  | 12  | 22  | 8   | 17  | 11  | 8   | 3   | 10  | 10  | 11  | 4   | 21  | 9   | 17  | 6   | 13  | 10  | 2   | 23  | 13  | 43  | 6   | 2299 |     |
| 12                                            | Dale Earnhardt, Jr.    | 2   | 14  | 10  | 15  | 3   | 3   | 10  | 7   | 2   | 9   | 17  | 6   | 4   | 8   | 1*  | 23  | 4   | 15  | 4   | 4   | 32  | 28  | 4   | 12  | 7   | 14  | 8   | 13  | 11  | 20  | INJ | INJ | 21  | 7   | 21  | 10  | 2245 |     |
| Corte de la Caza por la Copa                  |                        |     |     |     |     |     |     |     |     |     |     |     |     |     |     |     |     |     |     |     |     |     |     |     |     |     |     |     |     |     |     |     |     |     |     |     |     |      |     |
| Pos.                                          | Piloto                 | DAY | PHO | LSV | BRI | CAL | MAR | TEX | KAN | RIC | TAL | DAR | CHA | DOV | POC | MIC | SON | KTY | DY2 | NHA | IND | PO2 | GLN | MI2 | BR2 | ATL | RI2 |     | CHI | NH2 | DV2 | TL2 | CH2 | KN2 | MA2 | TX2 | PH2 | HOM  | Pts |
| 13                                            | Kyle Busch             | 17  | 6   | 23  | 32  | 2*  | 36  | 11  | 10  | 1   | 2   | 4   | 3   | 29  | 30  | 32  | 17  | 10* | 24  | 16  | 2   | 33  | 7*  | 13  | 6   | 6   | 16  | 4   | 28  | 7*  | 3   | 5   | 31  | 2   | 3   | 3*  | 4*  | 1133 |     |
| 14                                            | Ryan Newman            | 21  | 21  | 4   | 12  | 7   | 1   | 21  | 20  | 15  | 36  | 23  | 14  | 15  | 12  | 15  | 18  | 34  | 5   | 10  | 7   | 6   | 11  | 8   | 36  | 35  | 8   | 5   | 10  | 21  | 9   | 20  | 30  | 11  | 12  | 5   | 3   | 1051 |     |
| 15                                            | Carl Edwards           | 8   | 17  | 5   | 39  | 5   | 11  | 8   | 9   | 10* | 31  | 7   | 9   | 26  | 11  | 11  | 21  | 20  | 6   | 18  | 29  | 7   | 14  | 6   | 22  | 36  | 17  | 19  | 19  | 5   | 36  | 7   | 14  | 18  | 16  | 11  | 12  | 1030 |     |
| 16                                            | Paul Menard            | 6   | 31  | 7   | 10  | 19  | 26  | 18  | 18  | 13  | 17  | 13  | 15  | 17  | 9   | 22  | 20  | 12  | 14  | 17  | 14  | 11  | 12  | 9   | 10  | 8   | 23  | 15  | 12  | 22  | 28  | 27  | 3   | 12  | 27  | 9   | 11  | 1006 |     |
| 17                                            | Joey Logano            | 9   | 10  | 16  | 16  | 24  | 23  | 19  | 15  | 24  | 26  | 10  | 23  | 8   | 1*  | 35  | 10  | 22  | 4   | 14  | 33  | 13  | 32  | 31  | 8*  | 18  | 30  | 7   | 8   | 10  | 32  | 9   | 19  | 16  | 11  | 27  | 14  | 965  |     |
| 18                                            | Marcos Ambrose         | 13  | 32  | 13  | 36  | 21  | 15  | 20  | 16  | 22  | 14  | 9   | 32  | 10  | 13  | 9   | 8   | 13  | 30  | 19  | 20  | 10  | 1   | 5   | 5   | 17  | 15  | 27  | 24  | 18  | 27  | 33  | 12  | 24  | 32  | 18  | 13  | 950  |     |
| 19                                            | Jeff Burton            | 5   | 33  | 14  | 6   | 22  | 22  | 29  | 22  | 31  | 10  | 18  | 19  | 22  | 15  | 21  | 11  | 24  | 2   | 21  | 32  | 22  | 30  | 19  | 33  | 12  | 6   | 24  | 15  | 27  | 10  | 28  | 28  | 22  | 19  | 13  | 19  | 883  |     |
| 20                                            | Aric Almirola          | 33  | 12  | 24  | 19  | 25  | 8   | 22  | 23  | 26  | 12  | 19  | 16  | 6   | 28  | 17  | 28  | 26  | 19  | 28  | 19  | 19  | 18  | 20  | 35  | 32  | 26  | 17  | 23  | 19  | 19  | 12  | 29  | 4   | 15  | 16  | 7   | 868  |     |
| 21                                            | Jamie McMurray         | 31  | 37  | 8   | 7   | 32  | 20  | 14  | 14  | 14  | 11  | 34  | 21  | 19  | 10  | 14  | 19  | 15  | 13  | 20  | 22  | 18  | 39  | 14  | 17  | 24  | 22  | 21  | 26  | 24  | 34* | 17  | 15  | 17  | 18  | 23  | 20  | 868  |     |
| 22                                            | Juan Pablo Montoya     | 36  | 11  | 25  | 8   | 17  | 21  | 16  | 12  | 12  | 32  | 24  | 20  | 28  | 17  | 8   | 34  | 14  | 28  | 25  | 21  | 20  | 33  | 26  | 13  | 21  | 20  | 23  | 22  | 26  | 38  | 19  | 16  | 20  | 34  | 12  | 28  | 810  |     |
| 23                                            | Bobby Labonte          | 14  | 16  | 26  | 28  | 28  | 17  | 27  | 35  | 17  | 21  | 29  | 28  | 20  | 22  | 16  | 24  | 27  | 10  | 23  | 26  | 27  | 27  | 22  | 14  | 19  | 25  | 26  | 20  | 14  | 18  | 32  | 33  | 9   | 33  | 15  | 25  | 772  |     |
| 24                                            | Regan Smith            | 24  | 20  | 15  | 24  | 20  | 16  | 23  | 24  | 27  | 40  | 14  | 17  | 27  | 16  | 28  | 32  | 33  | 34  | 26  | 18  | 9   | 9   | 29  | 16  | 14  | 24  | 34  | 16  | 17  | 5   | 38  | 7   |     |     | 24  | 30  | 747  |     |
| 25                                            | Kurt Busch             | 39  | 15  | 35  | 18  | 9   | 33  | 13  | 17  | 28  | 20  | 21  | 27  | 24  | EX  | 30  | 3   | 19  | 35  | 24  | 36  | 30  | 31  | 30  | 28  | 13  | 28  | 32  | 25  | 23  | 39  | 21  | 25  | 15  | 8   | 8   | 9   | 735  |     |
| 26                                            | Mark Martin            | 10  | 9   | 18  |     | 12  |     | 3   | 33  | 8   |     | 20  | 34  | 14  | 2   | 29  |     |     |     |     | 11  | 12  |     | 35* |     | 10  | 3   | 14  |     | 3   |     | 6   | 24  |     | 29  | 10  | 16  | 701  |     |
| 27                                            | Travis Kvapil          |     | 19  | 39  | 27  | 29  | 27  | 38  | 25  | 30  | 16  | 321 | 29  | 23  | 26  | 26  | 36  | 17  | 16  | 30  | 37  | 25  | 24  | 15  | 18  | 26  | 27  | 31  | 31  | 29  | 8   | 25  | 17  | 31  | 23  | 20  | 26  | 638  |     |
| 28                                            | David Ragan            | 43  | 25  | 21  | 23  | 31  | 24  | 35  | 30  | 32  | 7   | 28  | 35  | 21  | 27  | 23  | 27  | 29  | 26  | 34  | 28  | 28  | 22  | 23  | 32  | 28  | 32  | 22  | 29  | 30  | 4   | 34  | 20  | 26  | 28  | 33  | 31  | 622  |     |
| 29                                            | Casey Mears            | 25  | 39  | 27  | 25  | 23  | 25  | 25  | 26  | 21  | 18  | 22  | 22  | 41  | 35  | 20  | 15  | 18  | 18  | 36  | 34  | 35  | 16  | 37  | 21  | 33  | 29  | 36  | 36  | 31  | 26  | 29  | 37  | 25  | 21  | 22  | 29  | 612  |     |
| 30                                            | David Gilliland        | 23  | 28  | 33  | 26  | 30  | 28  | 31  | 27  | 36  | 13  | 25  | 26  | 40  | 23  | 27  | 26  | 28  | 31  | 27  | 27  | 21  | 20  | 18  | 20  | 31  | 31  | 28  | 32  | 32  | 15  | 23  | 23  | 30  | 35  | 36  | 33  | 605  |     |
| 31                                            | Landon Cassill         | 22  | 35  | 36  | 29  | 36  | 29  | 30  | 34  | 20  | 34  | 26  | 18  | 38  | 43  | 18  | 31  | 25  | 32  | 29  | 25  | 26  | 23  | 25  | 24  | 20  | 19  | 29  | 27  | 36  | 30  | 26  | 18  | 19  | 26  | 25  | 27  | 598  |     |
| 32                                            | A. J. Allmendinger     | 34  | 18  | 37  | 17  | 15  | 2   | 15  | 32  | 16  | 15  | 33  | 33  | 16  | 31  | 19  | 9   | 9   | EX  | EX  | EX  | EX  | EX  | EX  | EX  | EX  | EX  | EX  | EX  | EX  | EX  | 24  | 35  | 28  | 36  |     |     | 453  |     |
| 33                                            | Dave Blaney            | 15  | 23  | 29  | 34  | 33  | 34  | 37  | 37  | 29  | 30  | 27  | 40  | 32  | 25  | 25  | 37  | 35  | 22  | 39  | 23  |     | 36  | 38  | 26  | 25  | 33  | 33  |     | 41  | 29  | 43  | 39  | 35  | 39  | 26  | 32  | 417  |     |
| 34                                            | David Reutimann        | 26  | 36  | 31  | 21  | 27  | 35  | 26  | 29  | 33  | 22  | 36  | DNQ | 31  | 21  |     |     | 23  | 11  | 33  |     | 24  |     | 21  |     |     | 34  |     | 30  |     | 37  | 30  |     | 36  |     | 40  | 34  | 373  |     |
| 35                                            | Brian Vickers          |     |     |     | 5   |     | 18  |     |     |     |     |     |     |     |     |     | 4   |     |     | 15  |     |     | 43  |     | 4   |     |     |     | 9   |     |     |     |     | 8   |     |     |     | 250  |     |
| 36                                            | David Stremme          | 37  | 29  | 28  | 38  | 39  | 30  | DNQ | 38  | 37  | 39  | 39  | 38  | 33  | DNQ | DNQ |     | 36  | 39  | 35  | 24  | 34  |     | 34  | 37  | 39  | 37  | 39  | 35  | DNQ | 33  | 37  | DNQ | 40  | DNQ | 34  | 38  | 236  |     |
| 37                                            | Michael McDowell       | 30  | 43  | 38  | 31  | 38  | 40  | 41  | 40  | 39  | 43  | DNQ | 36  | 42  | 34  | 38  |     | 38  | 43  | 40  | DNQ |     | 37  |     | 23  | DNQ | 41  | 43  | 37  | 38  | 31  | 31  | 43  | 39  | 38  | 38  | 41  | 187  |     |
| 38                                            | J. J. Yeley            | DNQ | 26  | 43  | 30  | 35  | 37  | 33  | 31  | DNQ | DNQ | 37  | DNQ | 34  | 36  | 37  | 33  | DNQ | 40  | 43  | 39  | 40  | 40  | DNQ | DNQ | 41  | DNQ | DNQ | 41  | 34  |     | 42  | 42  | DNQ | 42  | DNQ | 35  | 166  |     |
| 39                                            | Josh Wise (R)          |     | 38  | 40  | 43  | 37  | 41  | 39  | 39  | 38  | 42  | 43  | 43  | DNQ | 42  | 42  | 30  | 37  | 38  | 37  | 40  | 37  | 38  | 40  | 38  | DNQ | 42  | 38  | DNQ | 37  | 43  | DNQ | DNQ | 38  | 37  | 37  | 40  | 147  |     |
| 40                                            | Ken Schrader           |     |     | 30  | 33  | 32  | 32  |     |     |     |     |     |     |     |     | 31  |     | 31  |     | 31  | 30  |     |     |     | 42  |     | 35  |     |     |     |     |     |     | 29  | 31  |     | 37  | 146  |     |
| 41                                            | Stephen Leicht (R)     |     |     |     |     |     |     |     |     | 35  |     | DNQ | 39  | 35  | 33  |     | 41  | 41  | 42  | 32  | 31  | DNQ | 26  | DNQ | 40  | DNQ | 36  |     | 34  |     |     |     |     | 34  | DNQ | 35  | DNQ | 126  |     |
| 42                                            | Scott Speed            |     |     |     |     |     | DNQ | 43  |     | 43  |     | 42  | 37  | 43  |     |     | 25  | 39  |     |     | 38  |     | 17  |     | DNQ | 37  |     | 41  | 38  | 40  |     | 40  | 34  | 37  | 30  |     |     | 124  |     |
| 43                                            | Michael Waltrip        | DNQ |     |     |     |     |     |     |     |     | 19  |     |     |     |     |     |     | 30  | 9   |     |     |     |     |     |     |     |     |     |     |     | 25  |     |     |     |     |     |     | 94   |     |
| 44                                            | Terry Labonte          | 18  |     |     |     |     |     |     |     |     | 29  |     |     |     |     |     |     |     | 20  |     |     |     |     |     |     |     |     |     |     |     | 16  |     |     |     |     |     |     | 94   |     |
| 45                                            | Tony Raines            | 19  |     |     | Wth |     | DNQ | 34  | DNQ |     | 38  |     |     |     | 32  | 36  |     |     |     |     |     | 38  |     |     |     |     |     |     | 40  |     |     |     |     |     |     |     |     | 71   |     |
| 46                                            | Scott Riggs            |     | 42  | DNQ | 41  | 41  | 42  | 42  | 43  | DNQ |     | DNQ | DNQ | 37  | 40  | 41  |     | 43  |     | 41  | 41  | 43  |     | 41  | 41  | 40  | 39  | DNQ | DNQ | 42  |     | DNQ |     | 42  |     |     | 42  | 56   |     |
| 47                                            | Brendan Gaughan        |     | 27  | 34  | 22  | 43  |     |     |     |     |     |     |     |     |     |     |     |     |     |     |     |     |     |     |     |     |     |     |     |     |     |     |     |     |     |     |     | 50   |     |
| 48                                            | Boris Said             |     |     |     |     |     |     |     |     |     |     |     |     |     |     |     | 29  |     |     |     |     |     | 25  |     |     |     |     |     |     |     |     |     |     |     |     |     |     | 34   |     |
| 49                                            | Bill Elliott           | DNQ |     |     |     |     |     |     |     |     | 37  |     |     |     |     |     |     |     | 37  |     |     |     |     |     |     |     |     |     |     |     |     |     |     |     |     |     |     | 14   |     |
| 50                                            | Hermie Sadler          |     |     |     |     |     | 31  |     |     |     |     |     |     |     |     |     |     |     |     |     |     |     |     |     |     |     |     |     |     |     |     |     |     |     |     |     |     | 13   |     |
| 51                                            | Mike Olsen             |     |     |     |     |     |     |     |     |     |     |     |     |     |     |     |     |     |     |     |     |     |     |     |     |     |     |     | 33  |     |     |     |     |     |     |     |     | 11   |     |
| 52                                            | Robby Gordon           | 41  | 41  | DNQ | Wth | DNQ |     |     |     |     |     |     |     |     |     |     | 39  |     |     |     |     |     |     |     |     |     |     |     |     |     |     |     |     |     |     |     |     | 11   |     |
| 53                                            | Mike Skinner           |     |     |     |     |     |     |     |     |     |     | 411 |     | Wth |     |     |     | DNQ |     |     | 42  | 41  |     | 39  |     |     |     |     |     |     |     |     |     |     |     |     |     | 10   |     |
| 54                                            | Kelly Bires            |     |     |     |     |     |     |     |     |     |     |     |     |     |     |     |     |     |     | 42  |     |     |     |     | DNQ |     |     |     | 43  | DNQ |     |     | 38  |     | DNQ |     |     | 9    |     |
| 55                                            | Tomy Drissi            |     |     |     |     |     |     |     |     |     |     |     |     |     |     |     | 38  |     |     |     |     |     |     |     |     |     |     |     |     |     |     |     |     |     |     |     |     | 6    |     |
| 56                                            | Stacy Compton          |     |     |     |     |     |     | DNQ |     |     |     |     |     |     | 39  | DNQ |     |     |     |     |     |     |     |     |     |     |     |     |     |     |     |     |     |     |     |     |     | 5    |     |
| 57                                            | David Mayhew           |     |     |     |     |     |     |     |     |     |     |     |     |     |     |     | 40  |     |     |     |     |     |     |     |     |     |     |     |     |     |     |     |     |     |     |     |     | 4    |     |
| 58                                            | Patrick Long           |     |     |     |     |     |     |     |     |     |     |     |     |     |     |     |     |     |     |     |     |     | 42  |     |     |     |     |     |     |     |     |     |     |     |     |     |     | 2    |     |
|                                               | Brian Simo             |     |     |     |     |     |     |     |     |     |     |     |     |     |     |     | DNQ |     |     |     |     |     |     |     |     |     |     |     |     |     |     |     |     |     |     |     |     | –    |     |
|                                               | Mark Green             |     |     |     |     |     |     |     |     |     |     |     |     |     |     |     |     |     |     |     |     |     |     |     |     |     | DNQ |     |     |     |     |     |     |     |     |     |     | –    |     |
| Pilotos que no suman puntos por el campeonato |                        |     |     |     |     |     |     |     |     |     |     |     |     |     |     |     |     |     |     |     |     |     |     |     |     |     |     |     |     |     |     |     |     |     |     |     |     |      |     |
| Pos.                                          | Piloto                 | DAY | PHO | LSV | BRI | CAL | MAR | TEX | KAN | RIC | TAL | DAR | CHA | DOV | POC | MIC | SON | KTY | DY2 | NHA | IND | PO2 | GLN | MI2 | BR2 | ATL | RI2 |     | CHI | NH2 | DV2 | TL2 | CH2 | KN2 | MA2 | TX2 | PH2 | HOM  | Pts |
|                                               | Sam Hornish, Jr.       |     |     |     |     |     |     |     | 19  |     |     |     |     |     |     |     |     |     | 33  | 22  | 16  | 16  | 5   | 12  | 34  | 11  | 11  | 11  | 21  | 25  | 24  | 15  | 26  | 13  | 17  | 31  | 22  | –    |     |
|                                               | Trevor Bayne           | 35  |     | 9   |     |     |     | 28  |     |     | 8   |     | 24  |     |     | 43  |     |     | 27  |     | 17  |     |     | 24  |     | 16  |     | 20  |     |     | 21  | 22  | 21  |     | 22  |     | 23  | –    |     |
|                                               | Ricky Stenhouse, Jr.   | 20  |     |     |     |     |     |     |     |     |     |     |     |     |     |     |     |     |     |     |     |     |     |     |     |     |     |     |     | 12  |     | 35  |     |     |     |     | 39  | –    |     |
|                                               | Danica Patrick         | 38  |     |     |     |     |     |     |     |     |     | 31  | 30  |     |     |     |     |     |     |     |     |     |     |     | 29  | 29  |     | 25  |     | 28  |     |     | 32  |     | 24  | 17  |     | –    |     |
|                                               | Timmy Hill (R)         |     | DNQ | 42  | DNQ | DNQ |     |     |     |     |     |     |     |     |     |     |     |     |     |     |     |     |     |     |     |     |     |     |     |     | 42  | 36  | 22  |     |     | 29  |     | –    |     |
|                                               | Mike Bliss             |     | 24  |     |     | 40  | DNQ | 40  | 42  | 42  |     | DNQ | DNQ | 36  | 38  | 39  |     | 42  |     | DNQ | 43  | 39  |     |     | 43  | DNQ | 40  | 42  |     | DNQ |     | 39  | 36  | DNQ | 41  | 41  | 43  | –    |     |
|                                               | Austin Dillon          |     |     |     |     |     |     |     |     |     |     |     |     |     |     | 24  |     |     |     |     |     |     |     |     |     |     |     |     |     |     |     |     |     |     |     |     |     | –    |     |
|                                               | Robert Richardson, Jr. | DNQ |     |     |     |     |     |     |     |     | 27  |     |     |     |     |     |     |     | DNQ |     |     |     |     |     |     |     |     |     |     |     | 35  |     |     |     |     |     |     | –    |     |
|                                               | Elliott Sadler         | 27  |     |     |     |     |     |     |     |     |     |     |     |     |     |     |     |     |     |     |     |     |     |     |     |     |     |     |     |     |     |     |     |     |     |     |     | –    |     |
|                                               | Joe Nemechek           | 28  | 40  | 41  | 40  | DNQ | 39  | DNQ | 41  | 41  | 41  | 40  | 41  | 39  | 37  | 40  | 43  | 40  | 41  | 38  | DNQ | 36  | 29  | 36  | 39  | 43  | 38  | 40  | 39  | 39  | 41  | DNQ | 40  | 41  | 40  | 39  | DNQ | –    |     |
|                                               | Reed Sorenson          |     |     |     | 42  | 42  | 43  | 32  | 28  | 34  |     | 30  |     | 30  | 41  |     |     |     |     |     | DNQ | 42  |     | 42  | DNQ | 42  | 43  | DNQ | 42  | 43  |     | 41  | 41  | 43  | 43  |     | DNQ | –    |     |
|                                               | T. J. Bell             |     |     |     |     |     |     |     |     |     |     |     | 31  |     |     |     |     |     |     |     |     |     |     | 33  |     | 30  |     | 30  |     | 33  |     |     |     |     |     |     |     | –    |     |
|                                               | Jason Leffler          |     |     |     |     |     |     |     |     |     |     |     |     |     |     |     |     |     |     |     |     |     | 35  | 43  | 31  | 38  |     | DNQ | DNQ | DNQ |     |     |     |     |     | 42  | DNQ | –    |     |
|                                               | Jason White            |     |     |     |     |     |     |     |     |     |     |     |     |     |     |     |     |     |     |     |     | 31  |     |     |     |     |     |     |     |     |     |     |     |     |     |     |     | –    |     |
|                                               | Cole Whitt             |     |     |     |     |     |     |     |     | 40  |     | 38  | 42  | DNQ | QL  |     |     |     |     |     |     |     |     |     |     |     |     | 37  |     | DNQ | 40  | DNQ | DNQ |     |     |     |     | –    |     |
|                                               | Chris Cook             |     |     |     |     |     |     |     |     |     |     |     |     |     |     |     | 42  |     |     |     |     |     | 41  |     |     |     |     |     |     |     |     |     |     |     |     |     |     | –    |     |
|                                               | Kenny Wallace          | DNQ |     |     |     |     |     |     |     |     |     |     |     |     |     |     |     |     |     |     |     |     |     |     |     |     |     |     |     |     |     |     |     |     |     |     |     | –    |     |
|                                               | Mike Wallace           | DNQ |     |     |     |     |     |     |     |     |     |     |     |     |     |     |     |     |     |     |     |     |     |     |     |     |     |     |     |     |     |     |     |     |     |     |     | –    |     |
|                                               | Tim Andrews            |     |     |     |     |     |     |     | DNQ |     |     |     |     |     |     |     |     |     |     |     |     |     |     |     |     |     |     |     |     |     |     |     |     |     |     |     |     | –    |     |
|                                               | Jeff Green             |     |     |     |     |     |     |     | DNQ |     |     |     |     |     |     |     |     |     |     |     |     |     |     |     |     |     |     |     | DNQ |     |     |     |     |     |     |     |     | –    |     |
|                                               |                        |     |     |     |     |     |     |     |     |     |     |     |     |     |     |     |     |     |     |     |     |     |     |     |     |     |     |     |     |     |     |     |     |     |     |     |     |      |     |

| Referencias \| Color \| Resultado(s) \| \| Oro \| Ganador \| \| Plata \| 2.º-5.º lugar \| \| Bronce \| 6.º-10.º puesto \| \| Verde \| 11.º-20.º lugar \| \| Azul \| Finalizó 21 o peor \| \| Violeta \| No terminó la carrera \| \| Negro \| Descalificado (DSQ) \| \| Rosa \| No se clasificó (DNQ) \| \| Marrón \| Retiro (Wth) \| \| Blanco \| Clasificó para otro piloto(QL) \| \| Sin color \| No participó (DNP) \| \| Sin color \| Lesionado (INJ) \| \| Sin color \| Excluido (EX) \| Negrita – Pole position obtenida por tiempos. Cursiva – Pole position obtenida por los resultados en la última práctica. * – Más vueltas lideradas. |                                |
| Color | Resultado(s)                   |
| Oro | Ganador                        |
| Plata | 2.º-5.º lugar                  |
| Bronce | 6.º-10.º puesto                |
| Verde | 11.º-20.º lugar                |
| Azul | Finalizó 21 o peor             |
| Violeta | No terminó la carrera          |
| Negro | Descalificado (DSQ)            |
| Rosa | No se clasificó (DNQ)          |
| Marrón | Retiro (Wth)                   |
| Blanco | Clasificó para otro piloto(QL) |
| Sin color | No participó (DNP)             |
| Sin color | Lesionado (INJ)                |
| Sin color | Excluido (EX)                  |

| Color     | Resultado(s)                   |
| Oro       | Ganador                        |
| Plata     | 2.º-5.º lugar                  |
| Bronce    | 6.º-10.º puesto                |
| Verde     | 11.º-20.º lugar                |
| Azul      | Finalizó 21 o peor             |
| Violeta   | No terminó la carrera          |
| Negro     | Descalificado (DSQ)            |
| Rosa      | No se clasificó (DNQ)          |
| Marrón    | Retiro (Wth)                   |
| Blanco    | Clasificó para otro piloto(QL) |
| Sin color | No participó (DNP)             |
| Sin color | Lesionado (INJ)                |
| Sin color | Excluido (EX)                  |

### Marcas
| Pos | Marca     | Victorias | Puntos |
| --- | --------- | --------- | ------ |
| 1   | Chevrolet | 15        | 249    |
| 2   | Toyota    | 10        | 213    |
| 3   | Ford      | 6         | 174    |
| 4   | Dodge     | 5         | 156    |